# Robert Slippens
Robertus Michiel Joseph Lucas Maria Jacobus "Robert" Slippens (ur. 3 maja 1975 w Opmeer) – holenderski kolarz torowy, trzykrotny medalista torowych mistrzostw świata.

## Kariera
Pierwszy sukces w karierze Robert Slippens osiągnął w 1994 roku, kiedy zdobył brązowy medal mistrzostw kraju w wyścigu na 1 km. W 1996 roku brał udział w igrzyskach olimpijskich w Atlancie, gdzie zajął dwunaste miejsce w drużynowym wyścigu na dochodzenie. W latach 1996–2004 zdobył dwanaście tytułów mistrza kraju. W tym czasie wystąpił między innymi na igrzyskach olimpijskich w Sydney w 2000 roku, zajmując siódme miejsce w drużynowym wyścigu na dochodzenie i ósme w madisonie. Podczas mistrzostw świata w Melbourne w 2004 roku wspólnie z Dannym Stamem zdobył brązowy medal w madisonie, a na igrzyskach olimpijskich w Atenach zajął czternaste miejsce. W Melbourne był ponadto drugi w scratchu, ulegając jedynie Nowozelandczykowi Gregory'emu Hendersonowi. Ponadto razem ze Stamem wywalczył srebrny medal w madisonie na mistrzostwach świata w Los Angeles w 2005 roku. Startował także na igrzyskach olimpijskich w Pekinie w 2008 roku, zajmując piąte miejsce w drużynowym wyścigu na dochodzenie. Po tych igrzyskach zakończył karierę.